# Paul Greengrass
Paul Greengrass (Surrey, 1955. augusztus 13.–) BAFTA-díjas brit filmrendező, filmproducer, forgatókönyvíró és egykori újságíró. Szakterülete a történelmi események dramatizálása, és ismert arról is, hogy kézi kamerával forgat.
Greengrass 2007-ben társalapítója volt a brit filmkészítők szakmai szervezetének, a Directors UK-nak, amelynek 2014-ig ő volt az első elnöke. A The Telegraph 2008-ban a brit kultúra legbefolyásosabb emberei közé sorolta. 2017-ben Greengrasst a British Film Institute ösztöndíjával tüntették ki.

## Élete
Greengrass 1955. augusztus 13-án született Cheamben (Surrey, Anglia). Édesanyja tanár volt, édesapja pedig hajóskapitány és kereskedelmi tengerész. Testvére, Mark Greengrass neves angol történész.
Greengrass a Westcourt Általános Iskolában, a Gravesend Grammar Iskolábanban és a Sevenoaks Iskolában tanult; a cambridge-i Queens' College-ban végzett. Angol irodalmat tanult Roger Michell-lel egy időben.

## Magánélete
Greengrass elmondta, hogy nem vallásos, de "nagyon tiszteli a spirituális irányt".
A Crystal Palace FC lelkes szurkolója.

## Filmográfia

### Film
| Év   | Cím                  | Munkakör | Munkakör | Munkakör |
| Év   | Cím                  | Rendező  | Író      | Producer |
| ---- | -------------------- | -------- | -------- | -------- |
| 1989 | Háborús amnézia      | Igen     | Nem      | Nem      |
| 1998 | A repülés elmélete   | Igen     | Nem      | Nem      |
| 2002 | Véres vasárnap       | Igen     | Igen     | Nem      |
| 2004 | A Bourne-csapda      | Igen     | Nem      | Nem      |
| 2006 | A United 93-as       | Igen     | Igen     | Igen     |
| 2007 | A Bourne-ultimátum   | Igen     | Nem      | Nem      |
| 2010 | Zöld Zóna            | Igen     | Nem      | Igen     |
| 2013 | Phillips kapitány    | Igen     | Nem      | Nem      |
| 2016 | Jason Bourne         | Igen     | Igen     | Igen     |
| 2018 | Július 22.           | Igen     | Igen     | Igen     |
| 2020 | A kapitány küldetése | Igen     | Igen     | Nem      |

### Televízió
| Év   | Cím          | Munkakör | Munkakör | Megjegyzés                                           |
| Év   | Cím          | Rendező  | Író      | Megjegyzés                                           |
| ---- | ------------ | -------- | -------- | ---------------------------------------------------- |
| 1993 | Kemény halál | Igen     | Igen     | Epizód: "When the Lies Run Out: The Ian Spiro Story" |
| 1995 | Kavanagh QC  | Igen     | Nem      | Epizód: "The Sweetest Thing"                         |

## Fordítás
- Ez a szócikk részben vagy egészben  a   Paul Greengrass című angol Wikipédia-szócikk fordításán alapul.  Az eredeti cikk szerkesztőit annak laptörténete sorolja fel. Ez a jelzés csupán a megfogalmazás eredetét és a szerzői jogokat jelzi, nem szolgál a cikkben szereplő információk forrásmegjelöléseként.